# John Neely (Musiker)
John Neely (* 29. Januar 1930 in Chicago; † 8. Oktober 1994 in Richton Park, Illinois) war ein US-amerikanischer Jazz-Saxophonist und Klarinettist, Komponist und Arrangeur.

## Leben und Wirken
Neely spielte 1949 mit Clifford Jordan und wurde dann Mitglied des King Fleming Quintet (mit Russell Williams und Lorez Alexandria), mit dem Anfang 1954 Aufnahmen für das Chicagoer Label Blue Lake entstanden. Im März 1957 nahmen Clifford Jordan und John Gilmore für Blue Note Records auf; dabei wurde Neelys Komposition Status Quo eingespielt, die später von Mike Reed neu interpretiert wurde. 1960 nahm Neely mit dem Pianisten Earl Washington für das Label Formal auf; in der Band spielte auch der Schlagzeuger Walter Perkins. Im selben Jahr war Neely Mitglied der Lionel Hampton Band. Der Down Beat schrieb am 2. Februar 1961:
„John Neely, 30 year old Chicagoan, is being hailed by his fellows as 'one of the baddest acts in the country and the next BIG man on tenor“.
1970 nahm eine Formation um Lee Morgan, Hubert Laws und Harold Mabern Neelys Beautiful People auf.